# Hikari
Hikari (光市 Hikari-shi?) este un municipiu din Japonia, prefectura Yamaguchi.